# Musculus pronator quadratus
Der Musculus pronator quadratus (lateinisch pronus = vorwärts geneigt; quadratus = viereckig) ist ein Skelettmuskel der Säugetiere. Er liegt in der tiefen Beugerschicht des Unterarms (tiefe Schichte der ventralen Unterarmmuskeln, tiefe Schicht der Flexoren). Dieser Pronationsmuskel heißt auch quadratischer Einwärtswender, viereckiger Einwärtsdreher, Musculus cubitoradialis, quadratischer Einwärtsdreher oder kurz Pronator quadratus. Er verbindet die beiden Unterarmknochen Radius (Speiche) und Ulna (Elle) an ihren distalen Enden. Der Muskel besteht aus einem oberflächlichen und einem tiefen Anteil; so stellt er eine quadratische, bei Erwachsenen etwa 5 cm hohe und 5 cm breite, Muskelplatte aus diesen beiden sich kreuzenden Schichten dar. Dieser flache Muskel ist der einzige Muskel, der nur Elle und Speiche verbindet.
Zusammen mit dem Musculus pronator teres (und nachrangig auch zusammen mit anderen Muskeln) ist er an der Pronation (Einwärtsdrehung) des Vorderarms und der Hand beteiligt. Bei der Pronation der Hand leistet der Musculus pronator quadratus die Hauptarbeit, während der Musculus pronator teres bei raschen Umwendbewegungen und bei Bewegungen gegen Widerstand beansprucht wird. Bei gestrecktem Arm ist die Kraft der Pronatoren größer als die der Supinatoren, bei gebeugtem Arm ist es umgekehrt.
Der Muskel wird über Muskeläste (Rami musculares) des Nervus interosseus anterior innerviert, der wiederum aus dem Nervus medianus hervorgeht.
Die Vaskularisation erfolgt durch die Arteria interossea anterior.
Die Muskelfasern pressen die beiden Unterarmknochen aneinander und bewirken so einen festen Schluss der beiden Radioulnargelenke. Denn der Musculus pronator quadratus kann, unabhängig von der Stellung des Ellenbogengelenks, den supinierten Unterarm pronieren, wobei er sich etwas von der Elle abwickelt. Der Muskel wird bedeckt von einer derben Faszienplatte, die ein Lager für die auf ihm gleitenden Fingerbeuger bildet.
Bei den Huftieren ist der Musculus pronator quadratus nicht ausgebildet.